# Polokce
Polokce (izvirno srbsko Полокце) je naselje v Srbiji, ki upravno spada pod Mesto Novi Pazar; slednja pa je del Raškega upravnega okraja.

## Demografija
V naselju živi 101 polnoletni prebivalec, pri čemer je njihova povprečna starost 46,8 let (41,5 pri moških in 52,0 pri ženskah). Naselje ima 43 gospodinjstev, pri čemer je povprečno število članov na gospodinjstvo 2,72.
To naselje je popolnoma srbsko (glede na rezultate popisa iz leta 2002), a v času zadnjih treh popisov je opazno zmanjšanje števila prebivalcev.
|  |

| Demografija | Demografija     | Demografija     |
| Leto        | Št. prebivalcev | Št. prebivalcev |
| ----------- | --------------- | --------------- |
|             |                 |                 |
|             |                 |                 |
|             |                 |                 |
|             |                 |                 |
| 1948        | 302             |                 |
| 1953        | 324             |                 |
| 1961        | 371             |                 |
| 1971        | 318             |                 |
| 1981        | 212             |                 |
| 1991        | 169             | 166             |
| 2002        | 119             | 117             |
|             |                 |                 |

| Etnična sestava po popisu iz leta 2002 | Etnična sestava po popisu iz leta 2002 | Etnična sestava po popisu iz leta 2002 | Etnična sestava po popisu iz leta 2002 | Etnična sestava po popisu iz leta 2002 |
| -------------------------------------- | -------------------------------------- | -------------------------------------- | -------------------------------------- | -------------------------------------- |
| Srbi                                   | Srbi                                   |                                        | 117                                    | 100,0%                                 |
| Neznano                                | Neznano                                |                                        | 0                                      | 0,0%                                   |